# Ivanilson Machado
Ivanilson Cruz de Sousa Machado, (01 de Março de 1979, Luanda) é um executivo de topo angolano. Em 2020 torna-se no primeiro angolano a liderar o  Grupo Pumangol.
Entrou no grupo em 2010 para gerir a Transfuel, passando depois por outras áreas de negócios do grupo em Angola, como a Angobetumes e a Pumangol Industrial. De 2016 a 2020 esteve também responsável pela gestão da Puma Energy Moçambique.

## Biografia
Ivanilson Machado, filho de Joaquim e Leonor Machado, nasceu no dia 01 de Março de 1979 em Luanda, Angola, onde passou a sua infância.
Fez a sua formação académica em Relações Internacionais e Ciências Políticas, pela UAL (Universidade Autónoma de Lisboa). Formações em Gestão de Negócios, Liderança e Marketing em universidades como INSEAD Paris, HEC Paris, Kellogg School of Management, Catholic Lisbon School of Business and Economics e London Business School.

## Carreira Profissional
Ivanilson Machado iniciou carreira na AJS, uma das maiores operadoras de transportes e logística em Angola. Em 2010 ingressando no Grupo Pumangol como Director Geral da Transfuel. A sua carreira é catapultada em 2016 quando ocupa o cargo de Director Geral da Puma Energy em Moçambique, até 2020, ano em que regressa a Angola para exercer funções como CEO & Board Member do Grupo Pumangol. Exerceu ainda outras funções de destaque, sendo Vice-Presidente do Instituto Francês CHOISEUL em África, e Presidente do Instituto Francês CHOISEUL, em Moçambique, em 2019.
Ao longo da sua carreira, recebeu prémios e nomeações como em 2018, quando foi seleccionado como um dos 100 jovens líderes económicos africanos com menos de 40 anos, apresentado pelo Instituto Francês CHOISEUL em parceria com a Forbes Africa. Durante quatro anos foi incluído no ranking anual, alcançando em 2018 o top 20 da lista (18ª posição) e em 2019, com maior destaque, o top 10 (9ª posição) da lista dos 100 profissionais seleccionados em toda África.[carece de fontes?]